# Alberto Orlando
Alberto Orlando (ur. 27 września 1938 w Rzymie) – włoski piłkarz, reprezentant kraju, grający na pozycji pomocnika.

## Kariera piłkarska
Orlando urodził się w Rzymie i swoją przygodę z futbolem rozpoczął w 1957 w miejscowej AS Roma. W pierwszym sezonie rozegrał 6 spotkań, po czym został wypożyczony do ACR Messina. Po powrocie z Messiny, Orlando występował w zespole Wilków przez kolejne 5 sezonów. W tym czasie sięgnął po Puchar Włoch w sezonie 1963/64 oraz  Puchar Miast Targowych w sezonie 1960/61. Łącznie dla Romy wystąpił w 140 spotkaniach, w których strzelił 34 bramki.
W 1964 został zawodnikiem klubu ACF Fiorentina. W 1965 roku wspólnie z Sandro Mazzolą został królem strzelców Serie A z dorobkiem 17 bramek. Sezon 1965/66 spędził w Torino FC. W 1966 opuścił klub i przeszedł do SSC Napoli, w którym w 60 spotkaniach, 11 razy pokonywał bramkarza rywali. Karierę piłkarską zakończył po sezonie 1968/69 w zespole SPAL. 
| Sezon   | Klub           | Kraj   | Rozgrywki | Mecze | Bramki |
| ------- | -------------- | ------ | --------- | ----- | ------ |
| 1957/58 | AS Roma        | Włochy | Serie A   | 6     | 1      |
| 1958/59 | ACR Messina    | Włochy | Serie B   | 30    | 17     |
| 1959/60 | AS Roma        | Włochy | Serie A   | 24    | 4      |
| 1960/61 | AS Roma        | Włochy | Serie A   | 20    | 7      |
| 1961/62 | AS Roma        | Włochy | Serie A   | 30    | 7      |
| 1962/63 | AS Roma        | Włochy | Serie A   | 31    | 8      |
| 1963/64 | AS Roma        | Włochy | Serie A   | 31    | 7      |
| 1964/65 | ACF Fiorentina | Włochy | Serie A   | 32    | 17     |
| 1965/66 | Torino FC      | Włochy | Serie A   | 25    | 5      |
| 1966/67 | SSC Napoli     | Włochy | Serie A   | 33    | 7      |
| 1967/68 | SSC Napoli     | Włochy | Serie A   | 27    | 4      |
| 1968/69 | SPAL           | Włochy | Serie B   | 6     | 0      |

## Kariera reprezentacyjna
Orlando w reprezentacji Włoch zadebiutował 2 grudnia 1962 w wygranym 6:0 spotkaniu z Turcją. Orlando w swoim debiutanckim spotkaniu strzelił aż 4 bramki. 
Po raz ostatni w zespole Azzurrich pojawił się 1 maja 1965. Przeciwnikiem była Walia, a spotkanie zakończyło się zwycięstwem Włochów 4:1. Łącznie w latach 1962–1965 Orlando zagrał w 5 spotkaniach reprezentacji Włoch, w których strzelił 4 bramki.
| Mecze i gole w reprezentacji | Mecze i gole w reprezentacji | Mecze i gole w reprezentacji | Mecze i gole w reprezentacji | Mecze i gole w reprezentacji | Mecze i gole w reprezentacji | Mecze i gole w reprezentacji |
| #                            | Data                         | Miasto                       | Przeciwnik                   | Gol                          | Wynik                        | Rozgrywki                    |
| ---------------------------- | ---------------------------- | ---------------------------- | ---------------------------- | ---------------------------- | ---------------------------- | ---------------------------- |
| 1.                           | 02.12.1962                   | Bolonia                      | Turcja                       | 4x                           | 6:0                          | El. ME 1964                  |
| 2.                           | 27.03.1963                   | Stambuł                      | Turcja                       |                              | 1:0                          | El. ME 1964                  |
| 3.                           | 13.03.1965                   | Hamburg                      | RFN                          |                              | 1:1                          | towarzyski                   |
| 4.                           | 18.04.1965                   | Warszawa                     | Polska                       |                              | 0:0                          | El. MŚ 1966                  |
| 5.                           | 01.05.1965                   | Florencja                    | Walia                        |                              | 4:1                          | towarzyski                   |

## Sukcesy
AS Roma
- Puchar Włoch (1): 1963/64
- Puchar Miast Targowych (1): 1960/61

ACF Fiorentina
- Król strzelców Serie A (1): 1964/65 (17 bramek), ex-aequo z Sandro Mazzolą